# Conserve de sardines à l'huile

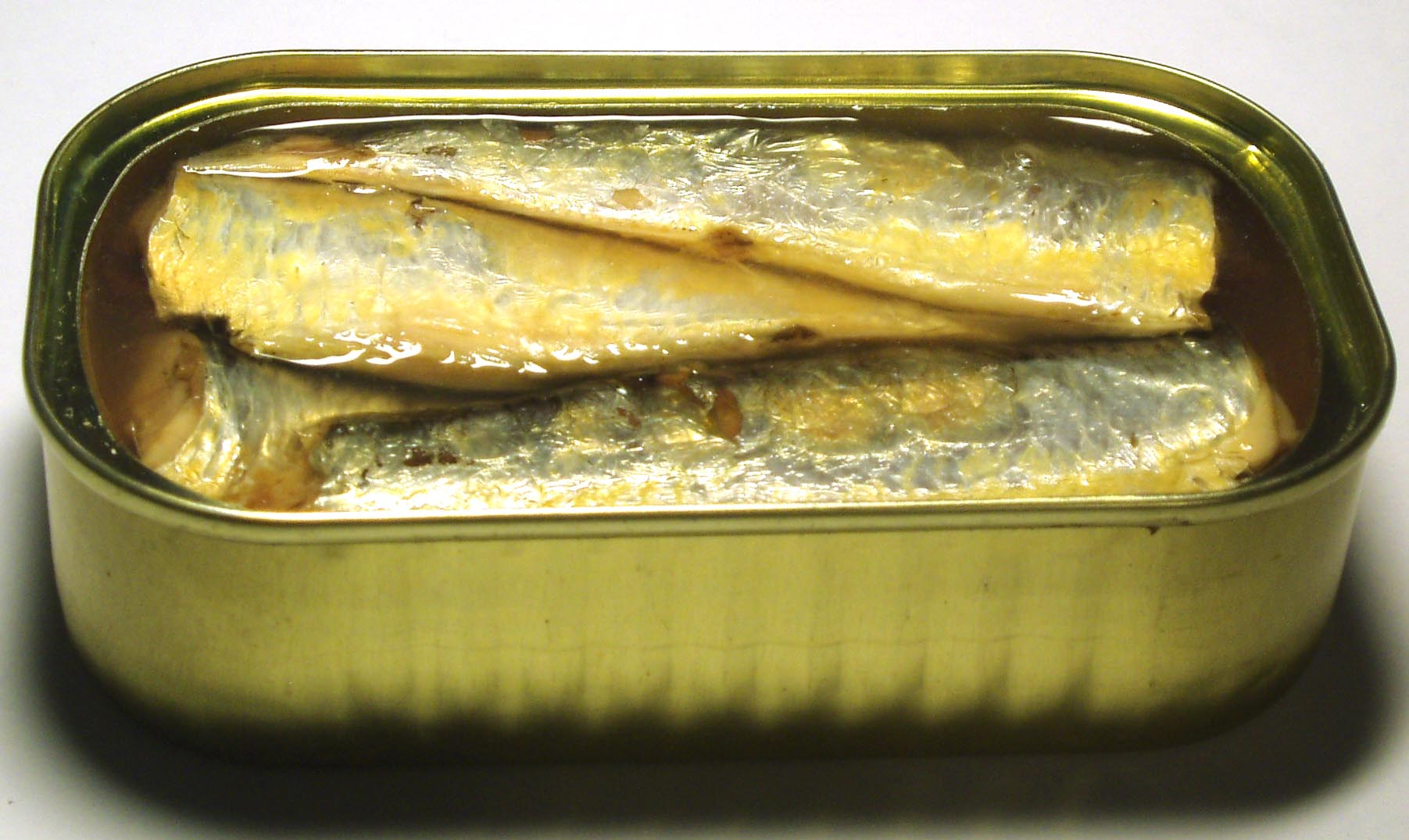
Boîte de sardines à l'huile.

Les conserves de sardines à l'huile sont un mode de commercialisation des sardines conditionnées en boîtes métalliques (ou parfois en bocaux). La mise en boite se fait avec des sardines étêtées, éviscérées et cuites, l'espace libre étant rempli d'huile végétale parfois enrichie de condiments. Les premières conserves n'utilisaient pas d'huile qui, employée par la suite, apporta ses saveurs tout en contribuant à la qualité de la conservation. Aujourd'hui, on trouve de nouveau des conserves sans apport d'huile (marinades ou au naturel).
Jacques Savary des Brûlons, dans son Dictionnaire universel du commerce édité en 1723, les mentionne en disant : « que l'on met en sausse dans de petites boètes que l'on appelle sardines confites. »
En France, l'invention en 1795 de l’appertisation par Nicolas Appert, méthode stérilisatrice publiée par ses soins en 1810, a permis la production de sardines en boites de fer-blanc à partir de 1824 par Pierre-Joseph Colin, qui exerçait le métier de confiseur à Nantes.  Dès 1825, il possédait plusieurs usines, la première étant située rue des Salorges. Ces friteries se multiplient ensuite sur la côte bretonne avec le développement de la pêche. La conserve a d'abord été un produit peu considéré, notamment donné aux matelots avant d'être l'objet d'une plus large consommation en proportion de la baisse de son prix[source insuffisante].
À l'intérieur des conserveries, les femmes et parfois des enfants travaillaient à la mise en boîte des sardines pendant que dans d'autres ateliers, les ouvriers soudeurs fabriquaient les boîtes de manière rudimentaire. La « crise de la sardine », à partir de 1902, fut dramatique dans les ports du sud du Finistère, particulièrement à Douarnenez, Concarneau et les ports du Pays Bigouden. Par la suite, à Concarneau, des ouvriers des trente-trois usines que comptait la ville s'opposèrent fortement en 1909 à l'installation de sertisseuses. Déjà, à cette même date, beaucoup de ces usines se diversifiaient en produisant également des conserves de thon germon, les ouvrières se consacrant notamment à l'« épluchage » une fois le poisson cuit.
Le port-musée de Douarnenez est installé dans une ancienne conserverie de sardines. Aujourd'hui, la plus vieille conserverie au monde encore en activité, datant de 1853, se trouve à Douarnenez : Wenceslas Chancerelle, avec sa marque principale, Le Connétable.
Un collectionneur de boites de sardines est un puxisardinophile ou un clupéidophile.

## Historique
En ce qui concerne la mise en conserve de poisson, le cas de la boite de sardine bretonne permet d’expliciter les modifications qui interviennent sur les plans économique et social par l’utilisation de la boite de conserve.

### Ancienneté de la pêche à la sardine
Tout atteste, en Bretagne, d’une mise en conserve de la sardine depuis près de vingt siècles quand la boite de conserve y fait son apparition :
- les découvertes archéologiques de cuves pour salaison de l’époque gallo-romaine tout autour de la baie de Douarnenez et principalement aux Plomarc'h en Douarnenez, dans des proportions supérieures aux nécessités locales, la sardine salée étant ensuite broyée pour devenir après macération une sorte de garum[Cadoret 1] ;
- les archives de Quimper du tout début du XVe siècle, qui indiquent des exportations de ce poisson[Cadoret 2] ;
- les comptes de notaires bordelais et les comptes du port de Nantes qui prouvent que l’exportation en futs s’est faite à échelle industrielle dès 1500, la sardine dite blanche étant conservée dans la saumure tandis que la rouge était fumée[Cadoret 3].

### Presses à sardines

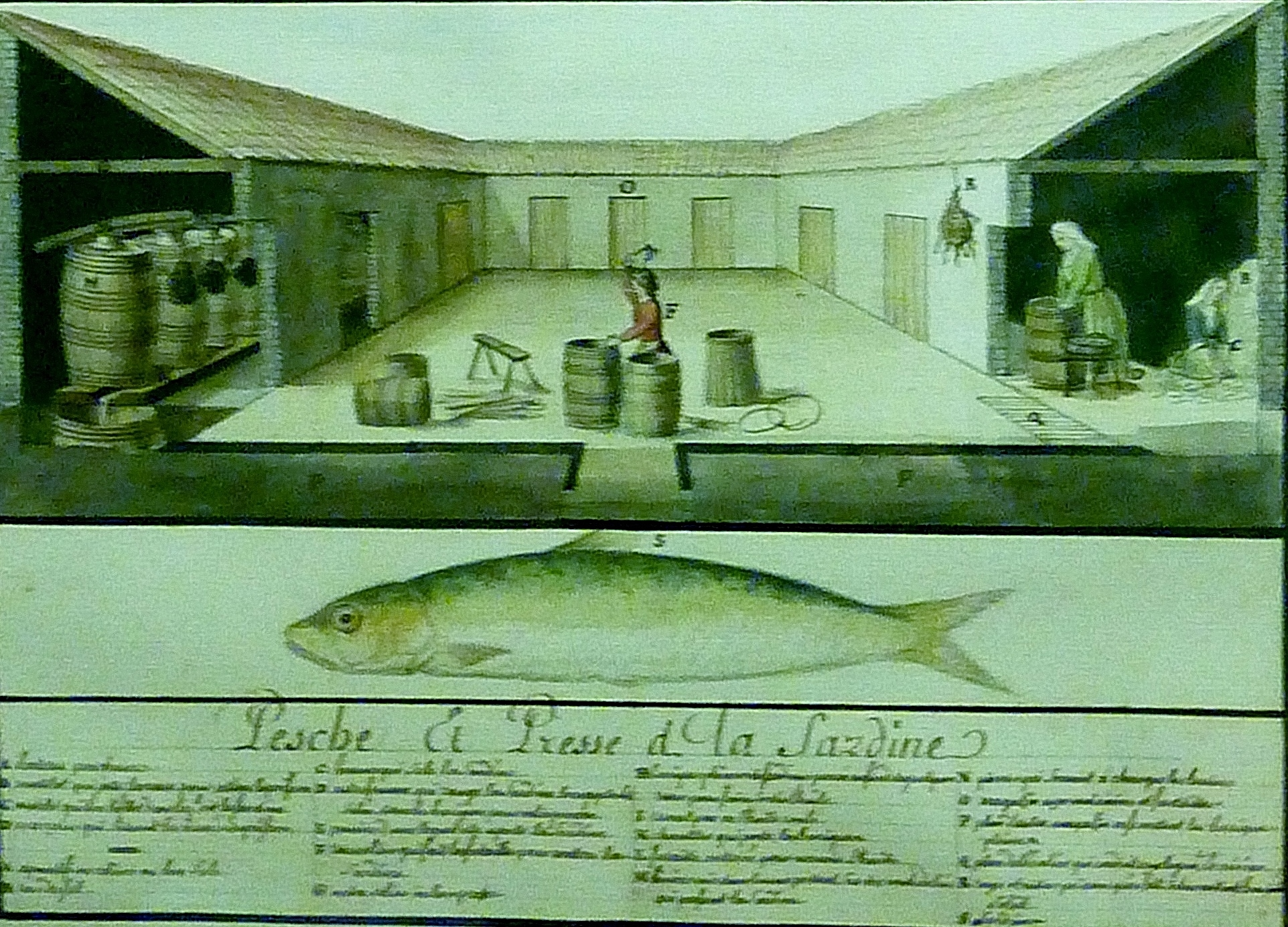
Christophe-Paul de Robien : Pesche et presse de la sardine (dessin aquarellé sur papier, 1756).

Un mémoire de Louis Béchameil de Nointel, à la fin du XVIIe siècle, parle de sardines « pressées » : ce nouveau procédé de conservation, la « presse à sardines » est en effet apparu au début de ce siècle : la sardine préalablement salée est comprimée dans un baril par une barre de presse pour exprimer l’huile du poisson ; après 10 à 2 jours de compression, les quatre à cinq mille sardines que contient le baril se conserveront sept ou huit mois. Cette méthode donne du travail, peu avant la Révolution française à 15 190 personnes dont 4 500 femmes.
Les sardines pêchées sont placées dans des tonneaux dont le fond est percé de trous, et mélangées à du gros sel. Une fois le tonneau rempli, on pose le couvercle et on appuie lentement et à de multiples reprises dessus pendant 8 à 10 jours ; l'huile contenue dans les sardines s'écoule progressivement (elle est récupérée dans des récipients et utilisée pour l'éclairage [lampes à huile] ou pour nettoyer les coques des bateaux). À la fin, les sardines sont sèches et cassantes et peuvent se conserver plusieurs mois.

### Appertisation
L’enjeu est modifié peu après 1820 quand le Nantais, Pierre-Joseph Colin (1785-1824), choisit d’utiliser la méthode d’Appert, l'appertisation. Jusqu’alors, ce confiseur utilisait « du beurre fondu aux aromates versé sur des sardines bien pressées dans un pot de grès » pour préparer ses conserves « à l’ancienne », alors que d’autres confiseurs, comme le Nantais P. Sellier, utilisaient des boites en fer-blanc soudées. En 1824, Colin ouvre une véritable usine ,  et vend aux navires au long cours des sardines frites appertisées qui se conservent plusieurs années, d’abord dans des bocaux puis, très vite, dans des boites métalliques.

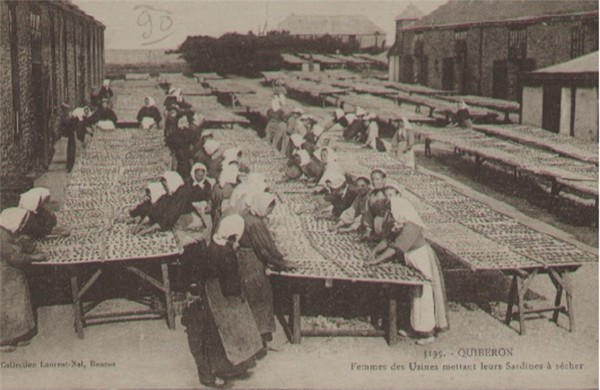
Séchage des sardines à Quiberon.

Son succès incite des spéculateurs à créer nombre d’usines sur la côte atlantique (Blanchard ouvre une usine à Lorient dès 1825, Désiré Rödel à Bordeaux la même année, puis d'autres sont créées à La Rochelle, à Étel (en 1830), Belle-Île (en 1834), Les Sables d'Olonne (en 1838), La Turballe (en 1841), Croix-de-Vie (en 1847), etc.), et si la « presse » conserve pendant plusieurs décennies la faveur des petits producteurs (car elle ne demande ni connaissances ni matériel particulier et se réalise à la maison) et reste utilisée plus tardivement dans les ports bretons en raison de leur isolement, elle va devoir céder le pas à la boite de conserve (36 "fritures" (la "friture" consiste à faire passer les sardines pendant quelques minutes dans un bain d'huile bouillante), nom que l'on donnait alors aux conserveries, sont dénombrées en Bretagne en 1856). Les sardines, salées, triées par taille, étêtées, vidées sans abîmer l’arête principale, sont lavées avant d’être saumurées puis exposées au soleil pour séchage, cuites, relavées (à l’eau de mer), plongées dans de l’huile chauffée à 120 ou 130 °C, emboîtées « en blanc » (le ventre en l’air) ou « en bleu » (le dos au-dessus), couvertes d’huile ; les boites sont ensuite soudées et appertisées.
Cette méthode perdure jusqu’au début du XXe siècle : une carte postale montre une vue extérieure d'une conserverie de Quiberon dans laquelle une trentaine de femmes disposent les sardines sur de grandes tables pour que les poissons sèchent au soleil. Une autre, prise à Concarneau, montre des employées de la sècherie retirant les sardines sèches tenues en enfilade par des supports métalliques eux-mêmes supportés par des structures en bois.
La pêche de la sardine étant saisonnière, les usines fonctionnent aussi grâce au maquereau, au thon et, dès les années 1850, par la mise en boite de légumes en certains endroits, de salaisons ailleurs.
À partir de 1861, les sardines françaises, grâce à la signature d’un traité de libre échange entre la France et l’Angleterre, s’exportent vers les colonies anglaises, l’Amérique et l’Australie. Elles profitent de la guerre de Crimée puis de la guerre de Sécession, car les armées ont besoin d’aliments en conserve. La France devient le premier exportateur mondial de sardines en boite ; elle produit en 1880 cinquante millions de boites de sardines par an.
En 1888 pourtant, les ouvriers soudeurs se mettent en grève car leur salaire est menacé d’une réduction de 25 % ; le succès qu’ils remportent ne sera pas renouvelé. Vers 1890, les marins dépendent totalement des usines de conserve qui leur imposent des prix de vente dérisoires. La concurrence entre usiniers provoque une modification des conditions de pêche, tant au niveau de l’architecture même des bateaux qu’à celui des conditions de vente ; les premiers trains de marée sont créés, qui fixent une heure de retour obligatoire sans tenir compte des conditions maritimes ou atmosphériques.

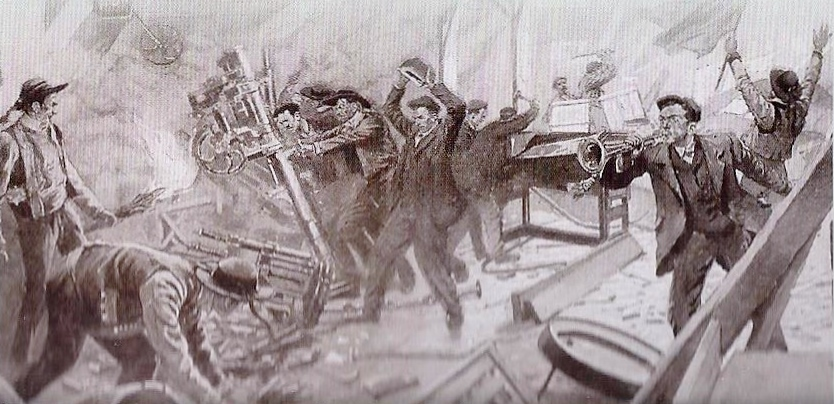
La destruction des sertisseuses par les ouvriers des conserveries (dessin publié dans L'Illustration en 1903).

En 1896, on compte 21 grèves qui échouent ; les machines remplacent les hommes et ce sont des femmes qui y travaillent pour un salaire de loin inférieur. L’introduction des sertisseuses permet de fermer 300 à 400 boites par heure alors qu’un soudeur ne pouvait en clore que 70 dans le même laps de temps. L’arrivée de nouvelles machines qui réduisent encore le nombre d’emplois des ouvriers soudeurs, en 1906-1907, provoque une importante crise sociale et des émeutes, d’autant que la Bretagne a connu plusieurs saisons de pêche peu rentables, ainsi que la concurrence des conserves étrangères.
Vers 1900, Camille Vallaux recense le long de la côte bretonne 60 ateliers de presses à sardines et 25 usines répartis ainsi : à Concarneau 10 ateliers et 29 usines ;  Audierne 20 ateliers et 14 usines ; les ports du Pays bigouden 19 usines (7 à Saint-Guénolé, 2 à Kérity, 5 au Guilvinec, 2 à Lesconil, 2 à l'Île-Tudy, 1 à Loctudy) et une vingtaine d'ateliers. En dehors du sud du Finistère il recense 6 usines à Étel, 4 à Camaret, 2 à Crozon-Morgat, 2 à Doëlan, 3 à Lomener, 5 à Quiberon et 6 à Belle-Île-en-Mer (4 au Palais et 2 à Sauzon).
La Première Guerre mondiale redonne un temps souffle à la conserverie mais les conditions de travail restent des plus médiocres et provoquent la grève des sardinières. Après la Seconde Guerre mondiale, l'industrialisation conduit à la concentration des conserveries. En 1954, 234 conserveries se répartissent le marché français, 16 en 2013.

### Travail des femmes

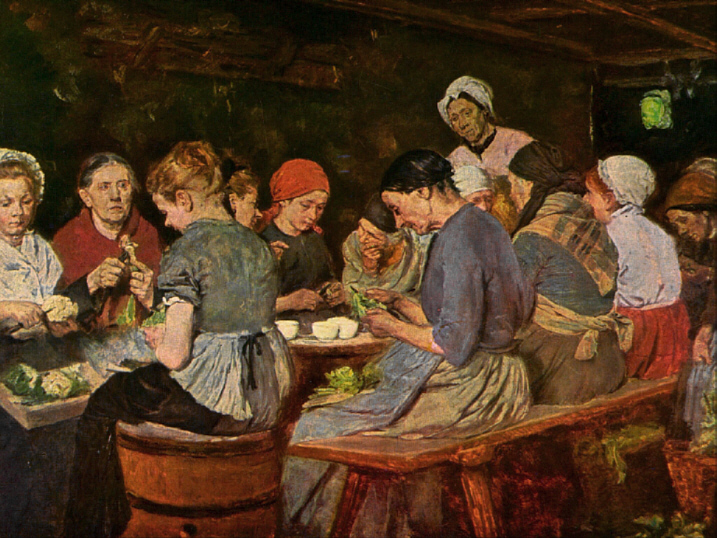
Préparation des denrées, 1879.

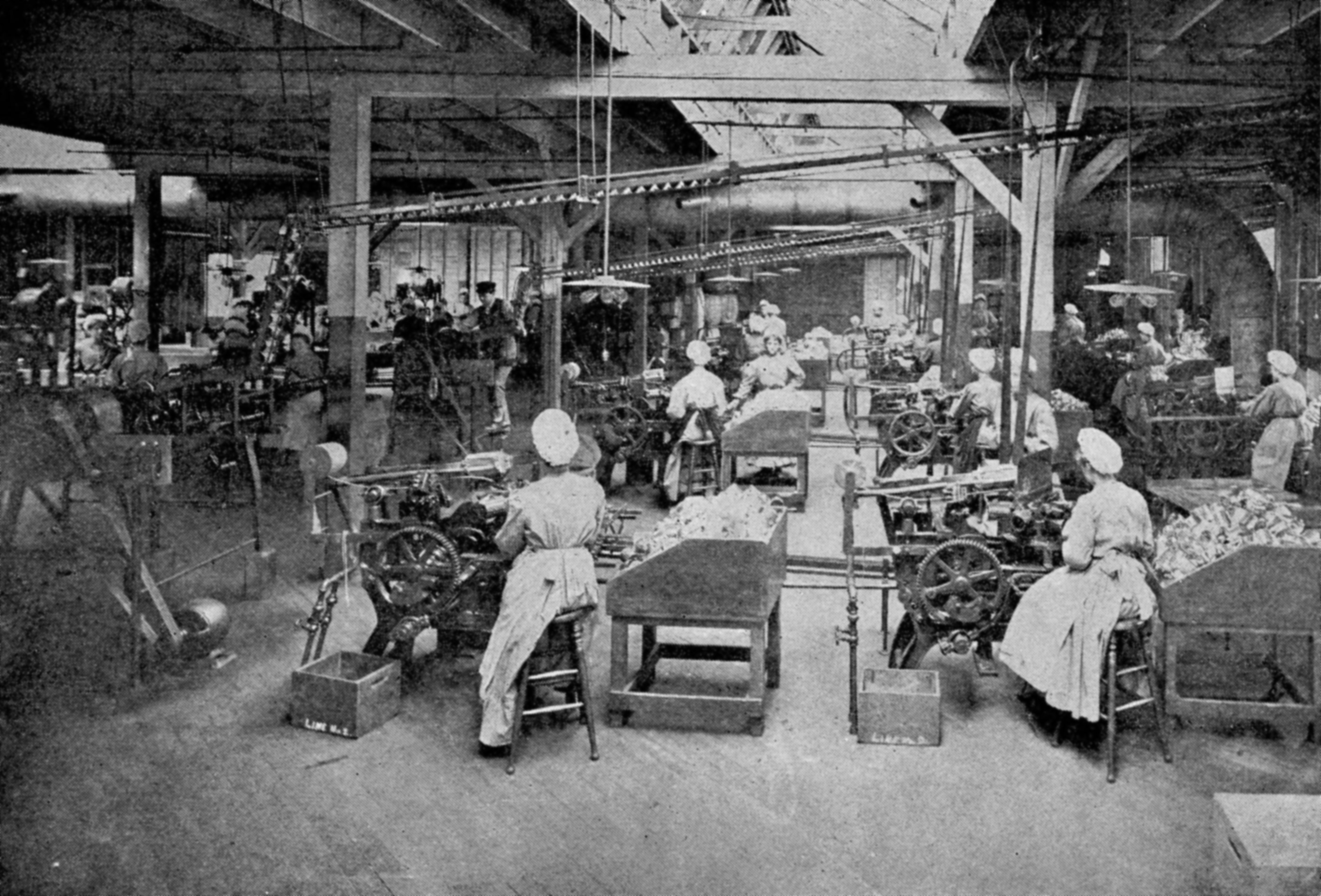
Fabrication des boites dans les années 1900.

Comme dans les biscuiteries, chocolateries, confiseries, la main-d’œuvre est essentiellement féminine au XIXe siècle, dans les petites ou grandes entreprises, que ce soit au niveau de la fabrication de la boite pour le sertissage, ou au niveau de la conserverie où les denrées sont préparées et mises en boite. L'industrie de la conserverie de sardines demande des manipulations nombreuses qu'il est impossible de mécaniser, d'où le recours massif à la main-d'œuvre féminine moins exigeante en matière de conditions de travail et de salaires (en majorité des jeunes filles). Le travail à la chaîne fait appel à de nombreux métiers : étêteuses-emboîteuses-sécheuses, saleuses, cuiseuses, bouilloteuses, femmes de corvée, sertisseuses, monteuses, soudeuses…

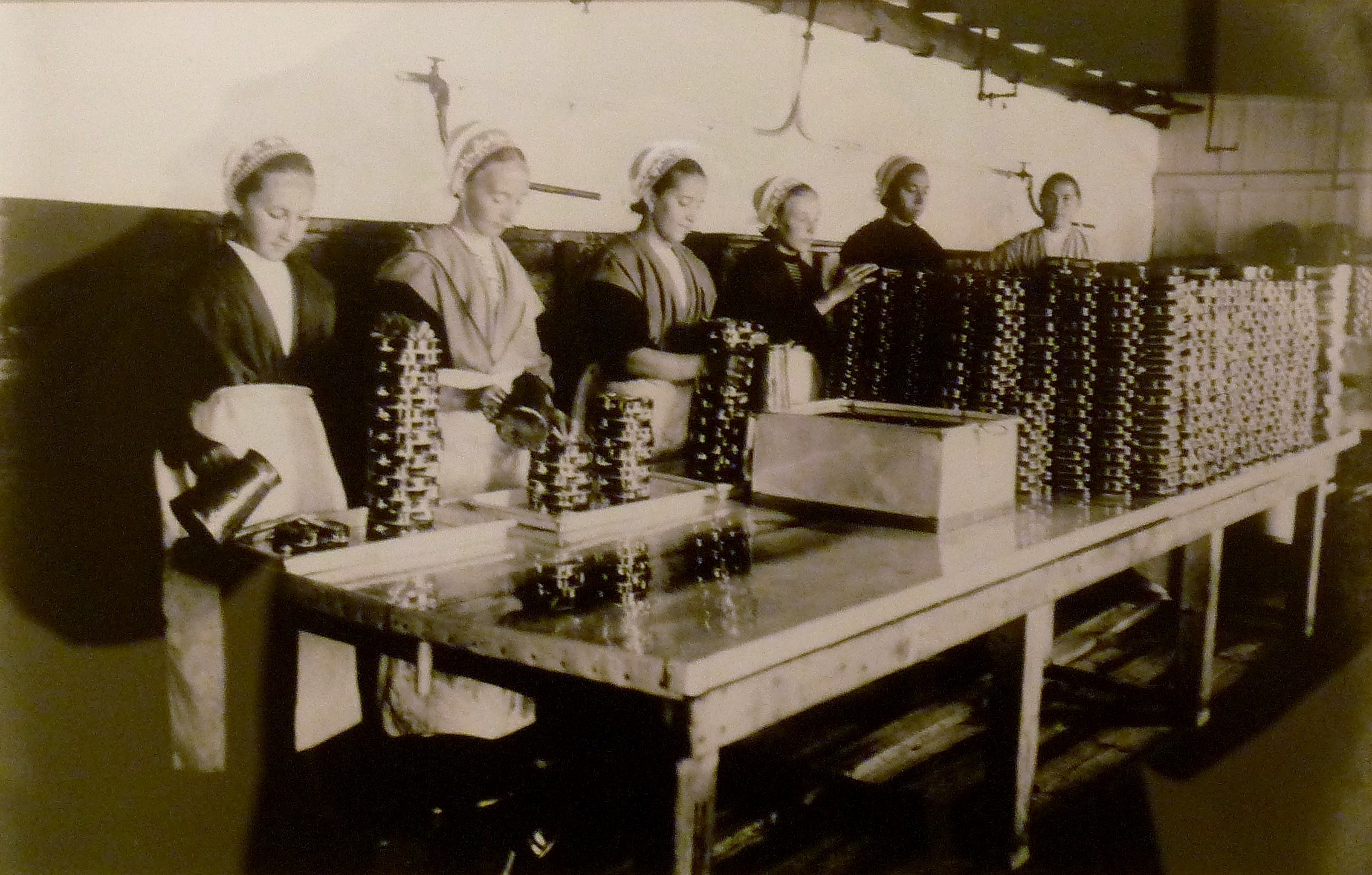
Ouvrières d'une conserverie de Douarnenez remplissant des boites d'huile au début du XXe siècle.

Pour reprendre l’exemple de la sardine bretonne : en 1905, à Douarnenez, 
« il y avait à peu près trente femmes pour un homme. Les hommes travaillaient dans les mêmes usines, mais séparés. Il y avait les soudeurs, puis ceux qui sertissaient les boites. Au fur et à mesure qu’on ne soudait plus, il y avait besoin de moins d’hommes ». La grève des sardinières éclate et les patrons usiniers proposent d’accepter les revendications des sardinières à condition d’acheter moins cher le poisson ; comme ces femmes sont en majorité épouses de pêcheurs, cela revient au même sur le plan des revenus mais équivaut à mettre en balance, dans le domaine privé, le travail de la femme et de l’homme.
En 1910, la pêche bretonne occupe 20 000 marins et donne du travail à 30 000 ouvrières. Mais pour celles qui sont épouse ou mère de marin, le ramendage (réparation) et la tannée (trempage avec du sulfate de fer) des filets, et encore le ravaudage des cirés de toile blanche qui écorche les mains s’ajoutent à la tenue du foyer et au travail de l’usine où le salaire dépend du nombre de sardines traitées et non du temps travaillé.
Charles Tillon a évoqué ce travail réservé aux femmes : « J'ai tout de suite été sidéré par le degré de misère de ces gens-là. (...) Les conditions de vie et de salaire des ouvrières étaient effroyables. (...) L'économie de la pêche et de la conserve reposait avant tout sur l'exploitation de la main-d'œuvre féminine.
La revendication d’un salaire horaire par les sardinières de Douarnenez lors de la grève des Penn Sardin, du 21 novembre 1924 au 6 janvier 1925, menée par 1 606 femmes pour 495 hommes, va avoir un retentissement national. Manifestations et incidents graves se succèdent et atteignent le point culminant lors de l’utilisation d’armes à feu par les briseurs de grève engagés par les patrons ; six personnes, dont le maire communiste Daniel Le Flanchec, sont atteintes. Les grévistes obtiennent finalement quasi satisfaction (1 franc à la place du 1,25 franc demandé, le paiement d’heures supplémentaires et le droit syndical) et lors des élections municipales de la même année, Joséphine Pencalet (1886-1972) est élue conseillère municipale ; elle ne peut cependant siéger car, les femmes ne disposant pas alors du droit de vote, le scrutin va être invalidé. Penn sardines, un téléfilm de Marc Rivière tourné en 2004, rappelle cette grève.

### Sardina pilchardusversusSardinops sagax
L'Organe de règlement des différends de l'OMC a tranché en 2002 en faveur du Pérou, qui remettait en cause le règlement CE interdisant l'utilisation sur l'emballage des conserves du terme « sardines » en association avec le nom d'origine du pays (« sardines péruviennes »), la zone géographique dans laquelle on trouve l'espèce (« sardines du Pacifique »), l'espèce (« sardines – Sardinops sagax) ou le nom commun de l'espèce Sardinops sagax.

## Notes et références

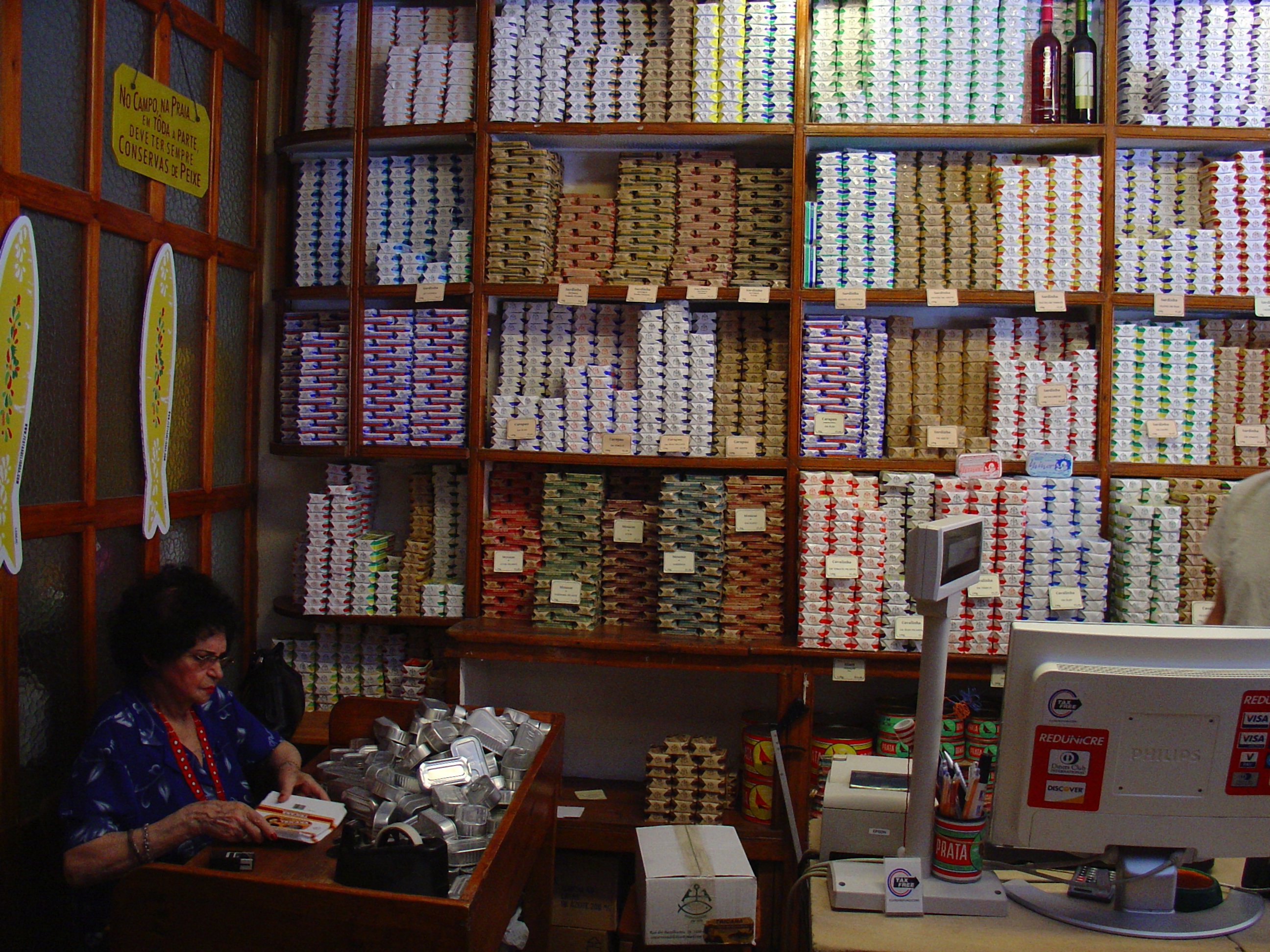
Magasin de conserve à Lisbonne.